# Bentley Arnage
O Bentley Arnage é um modelo de luxo produzido pela Bentley Motors em Crewe, Inglaterra. O Arnage, que foi desenvolvido em conjunto com o Rolls-Royce Silver Seraph quando as duas marcas pertenciam ao mesmo dono, foi lançado em 1998.